# クロマティックダイヤ図
クロマティックダイヤ図（クロマティックダイヤず、英語：Chromatic Diagram）は、列車の遅延状況を可視化するツール。東京地下鉄社員で鉄道ダイヤ作成者（スジ屋）であった牛田貢平が、千葉工業大学教授の富井規雄と共同で開発し、同社で初めて実用化された。

## 概要
これは、運行管理システムから出力される運行実績データを可視化することで、列車の遅延状況が一目でわかるようにした画期的な発明である。遅れの大きさに応じて列車の動きを表すスジの色を、定時運転に近い場合は青色系、遅延量が大きくなるほど赤色系になるよう段階的に表示することで、遅延状況を視覚的に認識することが可能である。

## 開発
列車遅延に関しては、運行管理システムから出力される実績データから遅延情報を抽出することが、比較的容易に行えるようになってきた。運行実績データは、全列車の走行実績が詳細に記録されているデータであるが、長期間にわたり蓄積されたデータは膨大な量となる。このため、これら膨大なデータを効果的に可視化する分析ツールの開発が望まれていた。これを解決するため、当時ダイヤ作成業務を担当していた牛田が、千葉工業大学教授の富井規雄の指導・協力を得て、遅延を可視化するツールの開発に着手した。
牛田らは、当初は遅延データを3D化することで、ひとつのグラフから多角的な分析を行うことを目指した。ところが、試作品を検証したところ、3D化は思いのほか見づらいことが判明した。試行錯誤の末、3D化による「グラフの汎用性」よりも、「視認性」に重点を置くよう方針転換した。この過程で牛田らは、可視化ツールを列車ダイヤ図の様式に合わせることを考案した。これは、遅延量に応じてダイヤのスジの色を着色すると同時に、鉄道係員が普段見慣れているダイヤ図の様式にすることで、感覚的に違和感なく遅延状況がわかるようにしたものである。このことについて富井は、「3D化は素人目には受けが良いが、プロ（スジ屋）が道具として使うには見づらい。結局、きわめてシンプルなクロマティックダイヤ図の方が圧倒的に使いやすいことが判明し、単に見かけにこだわることの愚を思い知ることとなった」と後に述べている。

## 実用化
クロマティックダイヤ図の実用レベルの試作品が完成したのは、2009年11月である。2008年と2009年の二度にわたるダイヤ改正により、大幅な改善がなされた東西線の遅延状況をクロマティックダイヤ図で検証していた牛田が、今まで気付かなかった微細な遅延を発見する様子が、NHK総合テレビの『プロフェッショナル 仕事の流儀』（2010年2月2日放送）の中で紹介された。
また、牛田は並行して開発を進めていたバッファインデックス（Buffer Index）をクロマティックダイヤ図により可視化することで、「遅延の質」と「遅延量（遅延時間）」の変化の関係について比較検証することを試み、その手法の有効性を各種論文などで紹介している。

## 他社への波及
2013年に下北沢駅付近の地下化をおこなった小田急電鉄が、これに伴う遅延状況の検証に用いるなど、列車遅延の分析手法として広がりを見せている。

## 参考資料
- 2010年2月2日 - 『プロフェッショナル 仕事の流儀』「サラリーマンは、スジを通せ」（NHK総合テレビジョン）